# Listă de femei Eroi ai Uniunii Sovietice
| Ordinul Erou al Uniunii Sovietice |
| --------------------------------- |
| Medalia                           |

Aceasta este o listă a femeilor Eroi ai Uniunii Sovietice (în rusă Герой Советского Союза); din cele 12.775 de persoane cărora li s-a acordat titlul, 95 au fost femei, dintre care 49 postum. A fost cel mai înalt titlu onorific și cea mai înaltă distincție a Uniunii Sovietice. Ordinul de Erou al Uniunii Sovietice era format din Ordinul Lenin și din Medalia Steaua de Aur cu certificat de eroism din partea Prezidiului Sovietului Suprem din Uniunea Sovietică. Cea mai mare parte a femeilor care au primit ordinul au fost răsplătite pentru faptele lor din timpul celui de-al doilea război mondial, ca personal militar al armatei sovietice sau ca partizani sovietici. Două femei-cosmonaut sovietice au fost răsplătite cu acest ordin: Valentina Tereșkova (prima femeie și primul civil care a zburat în spațiul cosmic) și  Svetlana Savitskaya (prima femeie care a realizat o activitate extravehiculară în spațiul cosmic). Svetlana Savitskaya a primit  Ordinul de Erou al Uniunii Sovietice la 27 august 1982 și la 29 iulie 1984 (de două ori). Aniela Krzywoń, o femeie soldat dintr-o altă armată (Batalionul 1 Polonez de Femei „Emilia Plater”), a primit post-mortem Ordinul de Erou al Uniunii Sovietice după ce a fost ucisă în luptă la 12 octombrie 1943.

## Lista femeilor Eroi ai Uniunii Sovietice
Această culoare, împreună cu * (asterisc), indică faptul că titlul a fost acordat postum.

### Personal militar sovietic
| Imagine | Nume                                                       | Unitate                                                                                 | Grad                 | Data acordării       | Note | Referințe |
| ------- | ---------------------------------------------------------- | --------------------------------------------------------------------------------------- | -------------------- | -------------------- | --- | --------- |
|         | Valentina Grizodubova Валентина Гризодубова                | Forțele Aeriene Sovietice, Regimentul 101 Aviație (101-й транспортный авиационный полк) | Colonel              | 2 noiembrie 1938     | Pilot comandant | [ 1 ]     |
|         | Polina Osipenko Полина Осипенко                            | Forțele Aeriene Sovietice                                                               | Maior                | 2 noiembrie 1938     | Co-pilot | [ 2 ]     |
|         | Marina Raskova Марина Раскова                              | Forțele Aeriene Sovietice                                                               | Maior                | 2 noiembrie 1938     | Navigator | [ 3 ]     |
|         | Ecaterina Zelenko Екатерина Зеленко                        | Forțele Aeriene Sovietice, Regimentul 135 Aviație de Bombardiere din apropiere          | Locotenent           | 5 mai 1990 *         | Ucisă în luptă în timpul unui bombardament aerian la 12 septembrie 1941.                                                                                         | [ 5 ]     |
|         | Raisa Aronova Раиса Аронова                                | Forțele Aeriene Sovietice, Regimentul 588 Aviație Vânătoare și Bombardament             | Maior                | 15 mai 1946          | — | [ 6 ]     |
|         | Vera Belik Вера Белик                                      | Regimentul 588 Aviație Vânătoare și Bombardament                                        | Locotenent           | 23 februarie 1945 *  | Ucisă în luptă la 25 august 1944, împușcată de un luptător german.                                                                                               | [ 7 ]     |
|         | Tatiana Makarova Татьяна Макарова                          | Regimentul 588 Aviație Vânătoare și Bombardament                                        | Locotenent           | 23 februarie 1945 *  | Ucisă în luptă la 25 august 1944 după ce a fost împușcată de un luptător german.                                                                                 | [ 8 ]     |
|         | Marina Chechneva Марина Чечнева                            | Regimentul 588 Aviație Vânătoare și Bombardament                                        | Maior                | 15 august 1946       | — | [ 9 ]     |
|         | Rufina Gașeva Руфина Гашева                                | Regimentul 588 Aviație Vânătoare și Bombardament                                        | Maior                | 23 februarie 1945    | — | [ 10 ]    |
|         | Olga Sanfirova Ольга Санфирова                             | Regimentul 588 Aviație Vânătoare și Bombardament                                        | Căpitan              | 23 februarie 1945 *  | Ucisă în luptă la 13 decembrie 1944 după ce a călcat pe o mină atunci când a participat la evacuarea aeronavelor descoperite.                                    | [ 11 ]    |
|         | Polina Gelman Полина Гельман                               | Regimentul 588 Aviație Vânătoare și Bombardament                                        | Maior                | 15 mai 1946          | — | [ 12 ]    |
|         | Antonina Hudiakova Антонина Худякова                       | Regimentul 588 Aviație Vânătoare și Bombardament                                        | Locotenent           | 15 mai 1946          | — | [ 13 ]    |
|         | Larisa Litvinova Лариса Литвинова                          | Regimentul 588 Aviație Vânătoare și Bombardament                                        | Căpitan              | 23 februarie 1948    | — | [ 14 ]    |
|         | Natalia Meklin Наталья Меклин                              | Regimentul 588 Aviație Vânătoare și Bombardament                                        | Maior                | 23 februarie 1945    | — | [ 15 ]    |
|         | Evdokia Nikulina Евдокия Никулина                          | Regimentul 588 Aviație Vânătoare și Bombardament                                        | Maior                | 26 octombrie 1944    | — | [ 16 ]    |
|         | Evdokia Nosal Евдокия Носаль                               | Regimentul 588 Aviație Vânătoare și Bombardament                                        | Locotenent           | 24 mai 1943 *        | Ucisă în luptă la 23 aprilie 1943 când a fost lovită în cap de o bucată de șrapnel din focul antiaerian.                                                         | [ 17 ]    |
|         | Zoia Parfenova Зоя Парфёнова                               | Regimentul 588 Aviație Vânătoare și Bombardament                                        | Locotenent           | 18 august 1945       | — | [ 18 ]    |
|         | Evdokia Pasko Евдокия Пасько                               | Regimentul 588 Aviație Vânătoare și Bombardament                                        | Locotenent           | 26 octombrie 1944    | — | [ 19 ]    |
|         | Nadejda Popova Надежда Попова                              | Regimentul 588 Aviație Vânătoare și Bombardament                                        | Căpitan              | 23 februarie 1945    | — | [ 20 ]    |
|         | Nina Raspopova Нина Распопова                              | Regimentul 588 Aviație Vânătoare și Bombardament                                        | Locotenent           | 15 mai 1946          | — | [ 21 ]    |
|         | Yevgeniya Rudneva Евгения Руднева                          | Regimentul 588 Aviație Vânătoare și Bombardament                                        | Locotenent           | 26 octombrie 1944 *  | Ucisă în luptă la 9 aprilie 1944 după ce avionul său a fost doborât de apărarea antiaeriană.                                                                     | [ 22 ]    |
|         | Ecaterina Riabova Екатерина Рябова                         | Regimentul 588 Aviație Vânătoare și Bombardament                                        | Locotenent           | 23 februarie 1945    | — | [ 23 ]    |
|         | Irina Sebrova Ирина Себрова                                | Regimentul 588 Aviație Vânătoare și Bombardament                                        | Locotenent           | 23 februarie 1945    | — | [ 24 ]    |
|         | Mariya Smirnova Мария Смирнова                             | Regimentul 588 Aviație Vânătoare și Bombardament                                        | Maior                | 26 octombrie 1944    | — | [ 25 ]    |
|         | Maguba Sirtlanova Магуба Сыртланова                        | Regimentul 588 Aviație Vânătoare și Bombardament                                        | Locotenent           | 15 mai 1946          | — | [ 26 ]    |
|         | Nina Ulianenko Нина Ульяненко                              | Regimentul 588 Aviație Vânătoare și Bombardament                                        | Locotenent           | 18 august 1945       | — | [ 27 ]    |
|         | Evghenia Jigulenko Евгения Жигуленко                       | Regimentul 588 Aviație Vânătoare și Bombardament                                        | Maior                | 23 februarie 1945    | — | [ 28 ]    |
|         | Maria Dolina Мария Долина                                  | Regimentul 125 Aviație Vânătoare și Bombardament                                        | Maior                | 18 august 1945       | — | [ 29 ]    |
|         | Galina Junkovskaia Галина Джунковская                      | Regimentul 125 Aviație Vânătoare și Bombardament                                        | Maior                | 18 august 1945       | — | [ 30 ]    |
|         | Nadejda Fedutenko Надежда Федутенко                        | Regimentul 125 Aviație Vânătoare și Bombardament                                        | Maior                | 18 august 1945       | — | [ 31 ]    |
|         | Claudia Fomișeva Клавдия Фомичёва                          | Regimentul 125 Aviație Vânătoare și Bombardament                                        | Locotenent Colonel   | 18 august 1945       | — | [ 32 ]    |
|         | Antonina Zubkova Антонина Зубкова                          | Regimentul 125 de Aviație de Vânătoare și Bombardament                                  | Căpitan              | 18 august 1945       | — | [ 33 ]    |
|         | Lidia Litviak Лидия Литвяк                                 | Regimentul 73 de Aviație de Gardă                                                       | Locotenent           | 5 mai 1990 *         | Presumably Ucisă în luptă la 1 august 1943 după prăbușire; unii cred că poate a supraviețuit și a fost prizonier de război.                                      | [ 34 ]    |
|         | Tamara Konstantinova Тамара Константинова                  | Regimentul 566 de Aviație                                                               | Locotenent           | 29 iunie 1945        | — | [ 35 ]    |
|         | Anna Egorova Анна Егорова                                  | Regimentul 805 de Aviație                                                               | Locotenent           | 6 mai 1965           | — | [ 36 ]    |
|         | Tatiana Baramzina Татьяна Барамзина                        | Regimentul 252 Pușcași                                                                  | Caporal              | 24 martie 1945 *     | Capturată, torturată și executată cu o pușcă antitanc la 5 iulie 1944, după ce a rămas fără muniție în timp ce încerca să protejeze tranșeele soldaților răniți. | [ 37 ]    |
|         | Elena Stempkovskaia Елена Стемпковская                     | Regimentul 216 Pușcași                                                                  | Sergent              | 15 mai 1946 *        | Ucisă în luptă la 26 iunie 1942. Unele referințe spun că a fost capturată și torturată, în timp ce altele spun că a fost ucisă în luptă.                         | [ 38 ]    |
|         | Manșuk Mametova Маншук Маметова                            | Divizia 21 Pușcași de Gardă                                                             | Sergent Major        | 1 martie 1944 *      | Ucisă în luptă în timp ce apăr un cap strategic la 15 octombrie 1943.                                                                                            | [ 39 ]    |
|         | Nina Onilova Нина Онилова                                  | Regimentul 54 Pușcași                                                                   | Sergent Major        | 14 mai 1965 *        | Died of wounds on 8 March 1942 | [ 40 ]    |
|         | Mariya Batrakova Мария Батракова                           | Regimentul 463 Pușcași                                                                  | Locotenent           | 19 martie 1944       | — | [ 41 ]    |
|         | Anna Nikandrova Анна Никандрова                            | Regimentul 426 Pușcași                                                                  | Locotenent           | 24 martie 1945 *     | Ucisă în luptă în timp ce încearcă să distrugă o mitralieră dintr-un buncăr pe 23 iunie 1944.                                                                    | [ 42 ]    |
|         | Tatiana Kostirina Татьяна Костырина                        | Regimentul 691 Pușcași                                                                  | Sergent              | 16 mai 1944 *        | Ucisă în luptă la 22 noiembrie 1942. | [ 43 ]    |
|         | Natalia Kovșova Наталья Ковшова                            | Regimentul 528 Pușcași                                                                  | Soldat               | 14 februarie 1943 *  | Ucisă în luptă după ce mai multe grenade au fost detonante când a fost pe deplin înconjurată de trupe germane la 14 august 1942.                                 | [ 44 ]    |
|         | Maria Polivanova Мария Поливанова                          | Regimentul 528 Pușcași                                                                  | Soldat               | 14 februarie 1943 *  | Ucisă în luptă după ce mai multe grenade au fost detonante când a fost pe deplin înconjurată de trupe germane la 14 august 1942.                                 | [ 45 ]    |
|         | Aliia Moldagulova Алия Молдагулова                         | Brigada 54 Independentă Pușcași                                                         | Caporal              | 4 iunie 1944 *       | Moartă din cauza rănilor la 14 ianuarie 1944 după o luptă corp la corp.                                                                                          | [ 46 ]    |
|         | Liudmila Pavlicienko Людмила Павличенко                    | Divizia 25 Pușcași                                                                      | Maior                | 25 octombrie 1943    | — | [ 47 ]    |
|         | Irina Levcienko Ирина Левченко                             | 41st Tank Brigade                                                                       | Locotenent Colonel   | 6 mai 1965           | — | [ 48 ]    |
|         | Maria Oktiabrskaia Мария Октябрьская                       | Brigada 26 Tancuri de Gardă                                                             | Sergent Major        | 2 august 1944 *      | A murit din cauza rănilor după ce a stat în comă timp de două luni după rănirea sa la 15 martie 1944.                                                            | [ 49 ]    |
|         | Maria Baida Мария Байда                                    | Regimentul 514 Pușcași                                                                  | Sergent Major        | 20 iunie 1942        | — | [ 50 ]    |
|         | Maria Borovicienko Мария Боровиченко                       | Regimentul 32 Artilerie de Gardă                                                        | Sergent              | 6 mai 1965 *         | Ucisă în luptă la 4 iulie 1943 după ce a folosit corpul ca scut uman pentru a-și proteja colegul.                                                                | [ 51 ]    |
|         | Valeria Gnarovskaia Валерия Гнаровская                     | Regimentul 907 Pușcași                                                                  | Ofițer medical       | 3 iunie 1944 *       | Ucisă în luptă la 23 septembrie 1943 după ce s-a aruncat sub un tanc cu mai multe grenade pentru a proteja cortul spitalului.                                    | [ 52 ]    |
|         | Vera Kașeeva Вера Кащеева                                  | Regimentul 120 Pușcași                                                                  | Locotenent           | 28 februarie 1944    | — | [ 53 ]    |
|         | Xenia Konstantinova Ксения Константинова                   | Regimentul 730 Pușcași                                                                  | Ofițer medical       | 4 iunie 1944 *       | Capturată, torturată și executată la 1 octombrie 1943 după ce a rămas fără muniție în timp ce încerca să protejeze soldații răniți.                              | [ 54 ]    |
|         | Liudmila Kraveț Людмила Кравец                             | Regimentul 63 Pușcași de Gardă                                                          | Sergent Major        | 31 mai 1945          | — | [ 55 ]    |
|         | Zinaida Mareseva Зинаида Маресева                          | Regimentul 215 Pușcași de Gardă                                                         | Sergent Major        | 22 februarie 1944 *  | A murit de răni la 6 august 1943 după ce și-a folosit corpul ca scut uman pentru a apăra soldații răniți de un atac cu mortar.                                   | [ 56 ]    |
|         | Fedora Pușina Федора Пушина                                | Regimentul 520 Pușcași                                                                  | Locotenent           | 10 ianuarie 1944 *   | A murit de răni la 6 noiembrie 1943, la scurt timp după ce a salvat numeroși soldați dintr-un spitalul în flăcări.                                               | [ 57 ]    |
|         | Zinaida Samsonova Зинаида Самсонова                        | Regimentul 667 Pușcași                                                                  | Sergent major        | 3 iunie 1944 *       | Ucisă în luptă la 27 ianuarie 1944 după ce a fost împușcată de către un lunetist german în încercarea de a salva un soldat rănit.                                | [ 58 ]    |
|         | Maria Șerbacienko Мария Щербаченко                         | Regimentul 835 Pușcași                                                                  | ofițer               | 23 octombrie 1943    | — | [ 59 ]    |
|         | Maria Șkarletova Мария Шкарлетова                          | Regimentul 170 Pușcași de Gardă                                                         | ofițer               | 24 martie 1945       | — | [ 60 ]    |
|         | Zinaida Tusnolobova-Marcienko Зинаида Туснолобова-Марченко | Regimentul 849 Pușcași                                                                  | ofițer medical       | 6 decembrie 1957     | — | [ 61 ]    |
|         | Ecaterina Mikhailova-Demina Екатерина Михайлова-Дёмина     | Batalionul 369 Independent de Infanterie Navală                                         | Ofițer-șef al flotei | 5 mai 1990           | — | [ 62 ]    |
|         | Galina Petrova Галина Петрова                              | Batalionul 386 Independent de Infanterie Navală                                         | Ofițer-șef al flotei | 17 noiembrie 1943    | Ucisă în luptă mai puțin de o lună după 4 decembrie 1943. | [ 63 ]    |
|         | Marya Țukanova Мария Цуканова                              | Batalionul 355 de Infanterie Navală de Gardă                                            | Caporal              | 14 septembrie 1945 * | Ucisă în luptă la 14 august 1945. | [ 64 ]    |
|         | Nina Gnilitskaia Нина Гнилицкая                            | Divizia 383 Infanterie                                                                  | Soldat               | 31 martie 1943 *     | Ucisă în luptă la 10 decembrie 1941. | [ 65 ]    |

### Partizani sovietici
| Imagine | Name                                      | Data acordării       | Note                                                     | Referințe |
| ------- | ----------------------------------------- | -------------------- | -------------------------------------------------------- | --------- |
|         | Elizaveta Ciaikina Елизавета Чайкина      | 6 martie 1942 *      | Capturată și executată la 22 noiembrie 1941              | [ 66 ]    |
|         | Elena Kolesova Елена Колесова             | 21 noiembrie 1944 *  | Ucisă în luptă la 11 septembrie 1942                     | [ 67 ]    |
|         | Zoia Kosmodemianskaia Зоя Космодемьянская | 16 februarie 1942 *  | Capturată și executată la 29 noiembrie 1941              | [ 68 ]    |
|         | Tatiana Marinenko Татьяна Мариненко       | 8 mai 1965 *         | Capturată și executată la 2 februarie 1942               | [ 69 ]    |
|         | Anna Maslovskaia Анна Масловская          | 15 mai 1944          | —                                                        | [ 70 ]    |
|         | Maria Melnikaite Мария Мельникайте        | 22 martie 1944 *     | Capturată și executată la 13 iulie 1943                  | [ 71 ]    |
|         | Antonina Petrova Антонина Петрова         | 8 aprilie 1942 *     | S-a sinucis pentru a nu fi capturată la 4 noiembrie 1941 | [ 72 ]    |
|         | Larisa Ratușnaia Лариса Ратушная          | 8 mai 1965 *         | Ucisă de un trădător din unitatea sa la 18 martie 1944   | [ 73 ]    |
|         | Valentina Safronova Валентина Сафронова   | 8 mai 1965 *         | Torturată și ucisă de Gestapo la 1 mai 1943              | [ 74 ]    |
|         | Helene Kullmann Леэн Кульман              | 8 mai 1965 *         | Capturată și executată la 6 martie 1943                  | [ 75 ]    |
|         | Anna Lisitsina Анна Лисицына              | 25 septembrie 1943 * | Ucisă în luptă la 3 august 1942                          | [ 76 ]    |
|         | Maria Melentieva Мария Мелентьева         | 25 septembrie 1943 * | Capturată și executată în 1943                           | [ 77 ]    |
|         | Anna Morozova Анна Морозова               | 8 mai 1965 *         | Ucisă în luptă în decembrie 1944                         | [ 78 ]    |
|         | Anastasia Biseniek Анастасия Бисениек     | 9 mai 1965 *         | Capturată și executată în octombrie 1943                 | [ 79 ]    |
|         | Daria Diacenko Дарья Дьяченко             | 1 iulie 1958 *       | Capturată și executată la 2 aprilie 1944                 | [ 80 ]    |
|         | Iuliana Gromova Ульяна Громова            | 21 septembrie 1943 * | Capturată și executată la 16 ianuarie 1943               | [ 81 ]    |
|         | Liubov Șevțova Любовь Шевцова             | 21 septembrie 1943 * | Capturată și executată la 9 februarie 1943               | [ 82 ]    |
|         | Vera Kharuzhaya Вера Хоружая              | 17 mai 1960 *        | Capturată și executată la 4 decembrie 1942               | [ 83 ]    |
|         | Maria Kisliak Мария Кисляк                | 8 mai 1965 *         | Capturată și executată la 18 iunie 1943                  | [ 84 ]    |
|         | Elena Mazanik Елена Мазаник               | 29 octombrie 1943    | —                                                        | [ 85 ]    |
|         | Maria Osipova Мария Осипова               | 29 octombrie 1943    | —                                                        | [ 86 ]    |
|         | Nadejda Troian Надежда Троян              | 29 octombrie 1943    | —                                                        | [ 87 ]    |
|         | Clavdia Nazarova Клавдия Назарова         | 20 august 1945 *     | Capturată și executată la 12 decembrie 1942              | [ 88 ]    |
|         | Zinaida Portnova Зинаида Портнова         | 1 iulie 1958 *       | Capturată și executată în ianuarie 1944                  | [ 89 ]    |
|         | Nina Sosnina Нина Соснина                 | 8 mai 1965 *         | Ucisă în luptă la 31 august 1943                         | [ 90 ]    |
|         | Elena Ubivovk Елена Убийвовк              | 8 mai 1965 *         | Capturată și executată la 26 May 1942                    | [ 91 ]    |
|         | Nadejda Volkova Надежда Волкова           | 8 mai 1965 *         | Ucisă în luptă la 26 noiembrie 1942                      | [ 92 ]    |
|         | Efrosinia Zenkova Ефросинья Зенькова      | 1 iulie 1958         | —                                                        | [ 93 ]    |

### Cosmonauți sovietici
| Imagine | Nume                                    | Misiune                 | Date acordării                              | Note                                                                                    | Referințe |
| ------- | --------------------------------------- | ----------------------- | ------------------------------------------- | --------------------------------------------------------------------------------------- | --------- |
|         | Valentina Tereșkova Валентина Терешкова | Vostok 6                | 22 iunie 1963                               | Prima femeie și primul civil care a zburat în spațiul cosmic.                           | [ 95 ]    |
|         | Svetlana Savitskaya Светлана Савицкая   | Soyuz T-7 și Soyuz T-12 | 27 august 1982, 29 iulie 1984 (de două ori) | Prima femeie care a făcut o activitate în spațiul cosmic, în afara vehiculului spațial. | [ 97 ]    |

### Personal militar străin
| Image | Nume           | Țară    | Unitate                                                                                | Grad   | Data acordării      | Note                                | Referințe |
| ----- | -------------- | ------- | -------------------------------------------------------------------------------------- | ------ | ------------------- | ----------------------------------- | --------- |
|       | Aniela Krzywoń | Polonia | 1 Samodzielny Batalion Kobiecy im. Emilii Plater (Batalionul 1 de Femei Emilia Plater) | Soldat | 11 noiembrie 1943 * | Ucisă în luptă la 12 octombrie 1943 | [ 98 ]    |